# Biligere, Nanjangud
Biligere là một làng thuộc tehsil Nanjangud, huyện Mysore, bang Karnataka, Ấn Độ.